# 120174 Джефджені
120174 Джефджені (120174 Jeffjenny) — астероїд головного поясу, відкритий 23 травня 2003 року.
Тіссеранів параметр щодо Юпітера — 3,325.